# Trigonostigma somphongsi
Espèce
Statut de conservation UICN

 CR A2ac : 
En danger critique
Trigonostigma somphongsi est une espèce de poisson du genre Trigonostigma de la famille des Cyprinidae. Menacée d'extinction, l'espèce est endémique du bassin du fleuve Mae Klong en Thaïlande. Elle fait partie de la liste des 100 espèces les plus menacées au monde établie par l'UICN en 2012.